# Puccinia evadens
Puccinia evadens ist eine Ständerpilzart aus der Ordnung der Rostpilze (Pucciniales). Der Pilz ist ein Endoparasit der Korbblütlergattung Baccharis. Symptome des Befalls durch die Art sind Rostflecken und Pusteln auf den Blattoberflächen der Wirtspflanzen. Sie ist in weiten Teilen Amerikas verbreitet.

## Merkmale

### Makroskopische Merkmale
Puccinia evadens ist mit bloßem Auge nur anhand der auf der Oberfläche des Wirtes hervortretenden Sporenlager zu erkennen. Sie wachsen in Nestern, die als gelbliche bis braune Flecken und Pusteln auf den Blattoberflächen erscheinen.

### Mikroskopische Merkmale
Das Myzel von Puccinia evadens wächst wie bei allen Puccinia-Arten interzellulär und bildet Saugfäden, die in das Speichergewebe des Wirtes wachsen. Ihre Spermogonien wachsen auf Stängeln. Die auf Stängeln wachsenden Aecien der Art sind pustelförmig, stängelig, hellgelb und hervorbrechend. Sie besitzen 36–55 × 23–25 µm große, spindelförmig ellipsoide bis ellipsoide, hyaline bis hellgelbliche Aeciosporen mit warziger Oberfläche. Die beidseitig wachsenden Uredien des Pilzes sind hellgelblich bis zimtbraun. Ihre farblosen bis hellgelben Uredosporen sind 30–38 × 22–27 µm groß, eiförmig bis ellipsoid und stachelwarzig. Die blattunterseitig und auf Stängeln und Zweigen wachsenden Telien der Art sind dunkel zimtbraun, pulverig und unbedeckt. Die goldbraunen Teliosporen sind zweizellig, in der Regel langellipsoid und 54–74 × 26–30 µm groß. Ihre Stiele sind farblos und bis zu 160 µm lang.

## Verbreitung
Das bekannte Verbreitungsgebiet von Puccinia evadens reicht von Südamerika bis in die südwestlichen USA.

## Ökologie
Die Wirtspflanzen von Puccinia evadens sind diverse Baccharis-Arten. Der Pilz ernährt sich von den im Speichergewebe der Pflanzen vorhandenen Nährstoffen, seine Sporenlager brechen später durch die Blattoberfläche und setzen Sporen frei. Die Art durchläuft einen Entwicklungszyklus mit Spermogonien, Aecien, Telien und Uredien.

## Bedeutung
Puccinia evadens wird auch zur biologischen Schädlingsbekämpfung gegen Baccharis halimifolia in Australien verwendet.

## Systematik
Puccinia evadens wurde von Harkness 1884 das erste Mal beschrieben. Er wird teilweise als konspezifisch mit Puccinia baccharidis angesehen.